# Якубович, Александр Лазаревич
Александр (Соломон) Лазаревич Якубович (30 октября 1919, Семёновка — 22 мая 2014) — доктор технических наук, профессор, заслуженный геолог России, заслуженный изобретатель РСФСР (1987), лауреат премии Совета Министров СССР.

## Биография
Родился 30 октября 1919 года в рабочем посёлке Семёновка (ныне — Семёновский район Черниговской области). В 1941 году окончил Московский институт инженеров связи. Участник Великой Отечественной войны, инженер-капитан.
С 1946 года и до 2014 года работал старшим инженером, заведующим лабораторией и главным научным сотрудником в ВИМС в области ядерно-физических методов элементного анализа горных пород.
В 1947 году создал первый прибор для поиска месторождений радиоактивных руд с самолета. В последующие годы участвовал в разработке приборов многокомпонентного анализа элементов в условиях стационарных и полевых лабораторий — «ВИМС-52», «ЛАС» «ЛСУ-5К», «ПАУ-55», «ВИМС-58», "Минерал-22, «Фотон», «Гагара», «Квант», «Феррит», «АРСП-1» и др. (всего 36 моделей).
Автор свыше 160 научных работ, в том числе 7 монографий по ядерно-физическим методам анализа, 45 изобретений и 12 зарубежных патентов.

## Сочинения
- «Заметки неунывающего реалиста» (два издания).
- «Тропою жизни».

## Награды
- 13 медалей ВДНХ СССР.
- ордена Отечественной войны и Трудового Красного Знамени.
- Заслуженный изобретатель РСФСР,
- Лауреат премии Совета Министров СССР.